# Aleksandar Langović
Aleksandar Langović (in serbo Александар Ланговић?; Prijepolje, 19 febbraio 2001) è un cestista serbo.